# Hofbauer János
Hofbauer János (Győr, 1803. december 25. – Győr, 1839. június 14.) festő, rajzoló, rézmetsző.

## Életrajz
Hofbauer József bodnár és Schmid Barbara (Borbála) fiaként született. Bécsben, a politechnikumban, majd 1822-től a bécsi képzőművészeti akadémia tájfestő osztályában végzett tanulmányokat. 1828 körül Pestre költözött át, és ott munkálkodott. Rajzaiból rézmetszetet készített E. Gurk. 1830. február 1. és 1839. június 14. között rajzoktató volt Győrött a Nemzeti Rajziskolában. 1831. február 23-án kapta meg a polgárjogot. Metszeteket készített könyvek és folyóiratok számára. 1831 szeptemberében Streibig Leopold eltiltotta őt sokszorosító tevékenységétől, mivel engedély nélkül nyomtatott könyvet. 1839-től a helytartótanács kinevezte a budai rajziskola tanárává, azonban ezt az állást már nem tölthette be, tüdőbaja legyőzte. 1839. június 16-án helyezték nyugalomra. Feleségét és négy gyermekét hagyta hátra. Arcképrajzai Ehrenreich metszetében is megjelentek.